# Inomhusvärldsmästerskapen i friidrott 2022
Inomhusvärldsmästerskapen i friidrott 2022 arrangerades mellan den 18 och 20 mars 2022 i Belgrad, Serbien. Det var den 18:e upplagan av mästerskapet. 612 idrottare från 129 nationer deltog i tävlingen.
Det slogs två världsrekord vid tävlingen: Yulimar Rojas hoppade 15,74 meter i damernas tresteg och Armand Duplantis hoppade 6,20 meter i herrarnas stavhopp. Grant Holloway tangerade dessutom världsrekordet i herrarnas 60 meter häck med en tid på 7,29 sekunder. Det slogs även sju mästerskapsrekord, 17 världsdelsrekord och 72 nationsrekord.

## Kvalgränser
| Gren                  | Herrar | Herrar | Herrar | Damer | Damer | Damer | Idrottare |
| Gren                  | Inomhus | Utomhus | Utomhus | Inomhus | Utomhus | Utomhus |           |
| --------------------- | --- | --- | --- | --- | --- | --- | --------- |
| 60 meter              | 6,63 | 10,10 | 100 m | 7,30 | 11,15 | 100 m | 56        |
| 400 meter             | 46,50 | 45,00 | | 52,90 | 51,00 | | 30        |
| 800 meter             | 1.46,70 | 1.44,00 | | 2.01,50 | 1.58,00 | | 18        |
| 1 500 meter           | 3.39,00 | 3.33,00 | 1 500 m | 4.09,00 | 4.02,00 | 1 500 m | 18        |
| 1 500 meter           | 3.39,00 | 3.55,00 | Mile | 4.09,00 | 4.28,50 | Mile |           |
| 3 000 meter           | 7.50,00 | 7.40,00 | 3 000 m | 8.49,00 | 8.30,00 | 3 000 m | 24        |
| 3 000 meter           | 7.50,00 | 13.10,00 | 5 000 m | 8.49,00 | 14.50,00 | 5 000 m |           |
| 60 meter häck         | 7,72 | 13,40 | 110 m häck | 8,16 | 12,85 | 100 m häck | 48        |
| Höjdhopp              | 2,34 m | 2,34 m | 2,34 m | 1,97 m | 1,97 m | 1,97 m | 12        |
| Stavhopp              | 5,81 m | 5,81 m | 5,81 m | 4,75 m | 4,75 m | 4,75 m | 12        |
| Längdhopp             | 8,22 m | 8,22 m | 8,22 m | 6,80 m | 6,80 m | 6,80 m | 16        |
| Tresteg               | 17,10 m | 17,10 m | 17,10 m | 14,30 m | 14,30 m | 14,30 m | 16        |
| Kulstötning           | 21,10 m | 21,10 m | 21,10 m | 18,30 m | 18,30 m | 18,30 m | 16        |
| 4 × 400 meter stafett | Ingen kvalgräns | Ingen kvalgräns | Ingen kvalgräns | Ingen kvalgräns | Ingen kvalgräns | Ingen kvalgräns | TBD       |
| Sjukamp / Femkamp     | Vinnaren av Combined Events Challenge 2021 5 bästa från utomhussäsongen 2021 5 bästa från inomhussäsongen 2022 1 wild card | Vinnaren av Combined Events Challenge 2021 5 bästa från utomhussäsongen 2021 5 bästa från inomhussäsongen 2022 1 wild card | Vinnaren av Combined Events Challenge 2021 5 bästa från utomhussäsongen 2021 5 bästa från inomhussäsongen 2022 1 wild card | Vinnaren av Combined Events Challenge 2021 5 bästa från utomhussäsongen 2021 5 bästa från inomhussäsongen 2022 1 wild card | Vinnaren av Combined Events Challenge 2021 5 bästa från utomhussäsongen 2021 5 bästa från inomhussäsongen 2022 1 wild card | Vinnaren av Combined Events Challenge 2021 5 bästa från utomhussäsongen 2021 5 bästa från inomhussäsongen 2022 1 wild card | 12        |

## Medaljsammanfattning

### Damer
| Gren                            | Guld | Guld             | Silver                                                                                    | Silver           | Brons                                                                                                   | Brons            |
| 60 meter Detaljer...            | Mujinga Kambundji Schweiz                                                                               | 6,96 0VB0        | Mikiah Brisco USA                                                                         | 6,99 0PB0        | Marybeth Sant-Price USA                                                                                 | 7,04 0=PB0       |
| 400 meter Detaljer...           | Shaunae Miller-Uibo Bahamas                                                                             | 50,31 0SB0       | Femke Bol Nederländerna                                                                   | 50,57            | Stephenie Ann McPherson Jamaica                                                                         | 50,79 0NR0       |
| 800 meter Detaljer...           | Ajeé Wilson USA                                                                                         | 1.59,09 0SB0     | Freweyni Hailu Etiopien                                                                   | 2.00,54 0SB0     | Halimah Nakaayi Uganda                                                                                  | 2.00,66          |
| 1 500 meter Detaljer...         | Gudaf Tsegay Etiopien                                                                                   | 3.57,19 0MR0     | Axumawit Embaye Etiopien                                                                  | 4.02,29          | Hirut Meshesha Etiopien                                                                                 | 4.03,39          |
| 3 000 meter Detaljer...         | Lemlem Hailu Etiopien                                                                                   | 8.41,82 0SB0     | Elle Purrier St. Pierre USA                                                               | 8.42,04          | Ejgayehu Taye Etiopien                                                                                  | 8.42,23          |
| 60 meter häck Detaljer...       | Cyréna Samba-Mayela Frankrike                                                                           | 7,78 0NR0        | Devynne Charlton Bahamas                                                                  | 7,81 0NR0        | Gabbi Cunningham USA                                                                                    | 7,87             |
| 4×400 meter stafett Detaljer... | Jamaica (JAM) Junelle Bromfield Janieve Russell Roneisha McGregor Stephenie Ann McPherson Tiffany James | 3.28,40 0SB0     | Nederländerna (NED) Lieke Klaver Eveline Saalberg Lisanne de Witte Femke Bol Andrea Bouma | 3.28,57 0SB0     | Polen (POL) Natalia Kaczmarek Iga Baumgart-Witan Kinga Gacka Justyna Święty-Ersetic Aleksandra Gaworska | 3.28,59 0SB0     |
| Höjdhopp Detaljer...            | Jaroslava Mahutjich Ukraina                                                                             | 2,02 m           | Eleanor Patterson Australien                                                              | 2,00 m           | Nadezjda Dubovitskaja Kazakstan                                                                         | 1,98 m           |
| Stavhopp Detaljer...            | Sandi Morris USA                                                                                        | 4,80 m 0SB0      | Katie Nageotte USA                                                                        | 4,75 m           | Tina Šutej Slovenien                                                                                    | 4,75 m           |
| Längdhopp Detaljer...           | Ivana Vuleta Serbien                                                                                    | 7,06 m 0VB0      | Ese Brume Nigeria                                                                         | 6,85 m 0SB0      | Lorraine Ugen Storbritannien                                                                            | 6,82 m 0SB0      |
| Tresteg Detaljer...             | Yulimar Rojas Venezuela                                                                                 | 15,74 m 0VR0     | Maryna Bech-Romantjuk Ukraina                                                             | 14,74 m 0PB0     | Kimberly Williams Jamaica                                                                               | 14,62 m 0SB0     |
| Kulstötning Detaljer...         | Auriol Dongmo Portugal                                                                                  | 20,43 m 0VB0     | Chase Ealey USA                                                                           | 20,21 m 0AR0     | Jessica Schilder Nederländerna                                                                          | 19,48 m          |
| Femkamp Detaljer...             | Noor Vidts Belgien                                                                                      | 4 929 poäng 0VB0 | Adrianna Sułek Polen                                                                      | 4 851 poäng 0NR0 | Kendell Williams USA                                                                                    | 4 680 poäng 0SB0 |

### Herrar
| Gren                            | Guld                                                                                 | Guld               | Silver                                                                | Silver           | Brons                                                                                                  | Brons            |
| 60 meter Detaljer...            | Marcell Jacobs Italien                                                               | 6,41 0VB0, 0AR0    | Christian Coleman USA                                                 | 6,41 0VB0        | Marvin Bracy USA                                                                                       | 6,44 0PB0        |
| 400 meter Detaljer...           | Jereem Richards Trinidad och Tobago                                                  | 45,00 0MR0, 0NR0   | Trevor Bassitt USA                                                    | 45,05 0PB0       | Carl Bengtström Sverige                                                                                | 45,33 0NR0       |
| 800 meter Detaljer...           | Mariano García Spanien                                                               | 1.46,20            | Noah Kibet Kenya                                                      | 1.46,35          | Bryce Hoppel USA                                                                                       | 1.46,51          |
| 1 500 meter Detaljer...         | Samuel Tefera Etiopien                                                               | 3.32,77 0MR0       | Jakob Ingebrigtsen Norge                                              | 3.33,02          | Abel Kipsang Kenya                                                                                     | 3.33,36 0SB0     |
| 3 000 meter Detaljer...         | Selemon Barega Etiopien                                                              | 7.41,38            | Lamecha Girma Etiopien                                                | 7.41,63          | Marc Scott Storbritannien                                                                              | 7.42,02 0SB0     |
| 60 meter häck Detaljer...       | Grant Holloway USA                                                                   | 7,39               | Pascal Martinot-Lagarde Frankrike                                     | 7,50             | Jarret Eaton USA                                                                                       | 7,53             |
| 4×400 meter stafett Detaljer... | Belgien (BEL) Julien Watrin Alexander Doom Jonathan Sacoor Kevin Borlée Dylan Borlée | 3.06,52 0SB0       | Spanien (ESP) Bruno Hortelano Iñaki Cañal Manuel Guijarro Bernat Erta | 3.06,82 0SB0     | Nederländerna (NED) Taymir Burnet Nick Smidt Terrence Agard Tony van Diepen Isayah Boers Jochem Dobber | 3.06,90 0SB0     |
| Höjdhopp Detaljer...            | Woo Sang-hyeok Sydkorea                                                              | 2,34 m             | Loïc Gasch Schweiz                                                    | 2,31 m 0SB0      | Hamish Kerr Nya Zeeland                                                                                | 2,31 m 0NR0      |
| Höjdhopp Detaljer...            | Woo Sang-hyeok Sydkorea                                                              | 2,34 m             | Loïc Gasch Schweiz                                                    | 2,31 m 0SB0      | Gianmarco Tamberi Italien                                                                              | 2,31 m 0SB0      |
| Stavhopp Detaljer...            | Armand Duplantis Sverige                                                             | 6,20 m 0VR0        | Thiago Braz Brasilien                                                 | 5,95 m 0AR0      | Chris Nilsen USA                                                                                       | 5,90 m           |
| Längdhopp Detaljer...           | Miltiadis Tentoglou Grekland                                                         | 8,55 m 0VB0        | Thobias Montler Sverige                                               | 8,38 m 0NR0      | Marquis Dendy USA                                                                                      | 8,27 m 0SB0      |
| Tresteg Detaljer...             | Lázaro Martínez Kuba                                                                 | 17,64 m 0VB0       | Pedro Pichardo Portugal                                               | 17,46 m 0NR0     | Donald Scott USA                                                                                       | 17,21 m 0SB0     |
| Kulstötning Detaljer...         | Darlan Romani Brasilien                                                              | 22,53 m 0MR0, 0AR0 | Ryan Crouser USA                                                      | 22,44 m          | Tomas Walsh Nya Zeeland                                                                                | 22,31 m 0AR0     |
| Sjukamp Detaljer...             | Damian Warner Kanada                                                                 | 6 489 poäng 0VB0   | Simon Ehammer Schweiz                                                 | 6 363 poäng 0NR0 | Ashley Moloney Australien                                                                              | 6 344 poäng 0AR0 |

## Medaljtabell
*   Värdland ( Serbien)
| Nr                   | Nation                    | Guld | Silver | Brons | Totalt |
| -------------------- | ------------------------- | ---- | ------ | ----- | ------ |
| 1                    | Etiopien (ETH)            | 4    | 3      | 2     | 9      |
| 2                    | USA (USA)                 | 3    | 7      | 9     | 19     |
| 3                    | Belgien (BEL)             | 2    | 0      | 0     | 2      |
| 4                    | Schweiz (SUI)             | 1    | 2      | 0     | 3      |
| 5                    | Sverige (SWE)             | 1    | 1      | 1     | 3      |
| 6                    | Bahamas (BAH)             | 1    | 1      | 0     | 2      |
| 6                    | Brasilien (BRA)           | 1    | 1      | 0     | 2      |
| 6                    | Frankrike (FRA)           | 1    | 1      | 0     | 2      |
| 6                    | Portugal (POR)            | 1    | 1      | 0     | 2      |
| 6                    | Spanien (ESP)             | 1    | 1      | 0     | 2      |
| 6                    | Ukraina (UKR)             | 1    | 1      | 0     | 2      |
| 12                   | Jamaica (JAM)             | 1    | 0      | 2     | 3      |
| 13                   | Italien (ITA)             | 1    | 0      | 1     | 2      |
| 14                   | Grekland (GRE)            | 1    | 0      | 0     | 1      |
| 14                   | Kanada (CAN)              | 1    | 0      | 0     | 1      |
| 14                   | Kuba (CUB)                | 1    | 0      | 0     | 1      |
| 14                   | Serbien (SRB)*            | 1    | 0      | 0     | 1      |
| 14                   | Sydkorea (KOR)            | 1    | 0      | 0     | 1      |
| 14                   | Trinidad och Tobago (TTO) | 1    | 0      | 0     | 1      |
| 14                   | Venezuela (VEN)           | 1    | 0      | 0     | 1      |
| 21                   | Nederländerna (NED)       | 0    | 2      | 2     | 4      |
| 22                   | Australien (AUS)          | 0    | 1      | 1     | 2      |
| 22                   | Kenya (KEN)               | 0    | 1      | 1     | 2      |
| 22                   | Polen (POL)               | 0    | 1      | 1     | 2      |
| 25                   | Nigeria (NGR)             | 0    | 1      | 0     | 1      |
| 25                   | Norge (NOR)               | 0    | 1      | 0     | 1      |
| 27                   | Nya Zeeland (NZL)         | 0    | 0      | 2     | 2      |
| 27                   | Storbritannien (GBR)      | 0    | 0      | 2     | 2      |
| 29                   | Kazakstan (KAZ)           | 0    | 0      | 1     | 1      |
| 29                   | Slovenien (SLO)           | 0    | 0      | 1     | 1      |
| 29                   | Uganda (UGA)              | 0    | 0      | 1     | 1      |
| Totalt (31 nationer) | Totalt (31 nationer)      | 26   | 26     | 27    | 79     |

## Deltagande nationer
Antalet deltagande idrottare inom parentes.

- Albanien (1)
- Algeriet (2)
- Amerikanska Jungfruöarna (1)
- Andorra (1)
- Argentina (1)
- Armenien (1)
- Australien (15)
- Azerbajdzjan (1)
- Bahamas (5)
- Bangladesh (1)
- Barbados (3)
- Belgien (23)
- Bolivia (1)
- Belize (1)
- Bermuda (1)
- Bosnien och Hercegovina (2)
- Botswana (1)
- Brasilien (20)
- Brittiska Jungfruöarna (2)
- Bulgarien (1)
- Burundi (1)
- Chile (1)
- Colombia (1)
- Costa Rica (1)
- Cypern (3)
- Danmark (5)
- Elfenbenskusten (1)
- Ecuador (5)
- Dominica (1)
- Egypten (1)
- Eritrea (1)
- Estland (5)
- Etiopien (14)
- Filippinerna (1)
- Finland (6)
- Flyktinglaget (1)
- Frankrike (11)
- Förenade arabemiraten (1)
- Gambia (1)
- Tyskland (20)
- Ghana (2)
- Gibraltar (1)
- Storbritannien (40)
- Grekland (7)
- Grenada (1)
- Guyana (4)
- Haiti (2)
- Honduras (1)
- Hongkong (1)
- Ungern (6)
- Indien (3)
- Indonesien (1)
- Iran (2)
- Irland (21)
- Island (2)
- Israel (3)
- Italien (24)
- Jamaica (16)
- Japan (7)
- Kambodja (1)
- Kanada (18)
- Kazakstan (3)
- Kenya (10)
- Kina  (1)
- Kirgizistan (1)
- Komorerna (1)
- Kroatien (2)
- Kosovo (1)
- Kuba (6)
- Kuwait (1)
- Lettland (1)
- Libanon (1)
- Liberia (3)
- Libyen (1)
- Litauen (2)
- Luxemburg (3)
- Madagaskar (1)
- Malaysia (1)
- Maldiverna (1)
- Mali (1)
- Malta (2)
- Marocko (6)
- Mauritius (1)
- Montenegro (1)
- Mexiko (4)
- Monaco (1)
- Nederländerna (21)
- Niger (1)
- Nigeria (6)
- Nordmakedonien (1)
- Norge (6)
- Nya Zeeland (5)
- Oman (1)
- Pakistan (1)
- Paraguay (1)
- Peru (1)
- Polen (25)
- Portugal (12)
- Puerto Rico (1)
- Qatar (2)
- Rumänien (11)
- San Marino (1)
- Saudiarabien (1)
- Schweiz (12)
- Senegal (1)
- Serbien (15)
- Seychellerna (1)
- Sierra Leone (1)
- Singapore (1)
- Slovakien (9)
- Slovenien (8)
- Spanien (27)
- Sudan (1)
- Sverige (16)
- Swaziland (1)
- Sydafrika (3)
- Sydkorea (1)
- Sydsudan (1)
- Syrien (1)
- Tadzjikistan (1)
- Taiwan (1)
- Tanzania (1)
- Tchad (1)
- Tjeckien (15)
- Togo (1)
- Trinidad och Tobago (4)
- Tunisien (1)
- Turkiet (1)
- Turks- och Caicosöarna (1)
- Uganda (2)
- Ukraina (6)
- Uruguay (1)
- USA (56)
- Uzbekistan (2)
- Venezuela (3)
- Österrike (2)